# 今川渡祥
今川 渡祥（いまがわ つよし、1973年7月9日 -  ）は、IBC岩手放送の元社員。アナウンサー。フリーの立場で、ハンドボール中継などスポーツ実況を手掛ける。

## 来歴・人物
- 大阪府大阪市淀川区出身。
- 大阪府立北野高等学校卒業。
- 駒澤大学卒業。
- Wセミナーアナウンサー講座卒業。
- 趣味は落語鑑賞、スキー、日帰り露天風呂巡り。特技は書道2段、草野球。

## 主な担当番組
テレビ
- 幸見の夕刊テレビ
- スポーツ中継等
- じゃじゃじゃTV

ラジオ
- サスケの反則スレスレ
- いい日昼どき
- IBCミュージックランキング "ビバラジ"
- Rumble Wave
- IBC競馬中継